# Then and Again, Here and Now
Then and Again, Here and Now ist ein Jazzalbum von Todd Cochran. Die 2020 entstandenen Aufnahmen erschienen am 11. Juni 2021 auf Sunnyside Records.

## Hintergrund
Der Pianist Todd Cochran nahm das Trio-Album mit dem Bassisten Jeff Leftwich und dem Schlagzeuger Michael Carvin auf.
Cochrane spielte auch einige Solonummern (Duke Ellington „Don’t Get Around Much Anymore“, Michel Legrands „You Must Believe In Spring“); im Duo mit Leftwich spielte er auf „Heretofore (Interstitial 1)“ und „Between Spaces (Interstitial II)“. Zum weiteren Programm gehören Standards wie „Bemsha Swing“, „Softly, as in a Morning Sunrise“ und „A Foggy Day“. Cochrans Trio spielt auch Johann Sebastian Bachs „Präludium XX“ aus Buch II des Wohltemperierten Klavier. Cochran kommentierte dies wie folgt: „Nachdem das Thema festgelegt wurde, gehen wir in Improvisationen über, um die Idee des Auf- und Absteigens, des Modellierens des realen Lebens und der Realität, in der wir uns ständig befinden, in die eine oder andere Richtung zu modulieren.“
Zur Begleitung seines Albums Then and Again, Here and Now drehte Cochran – auf Anregung seines langjährigen Freundes Michael Cuscuna – einen Kurzfilm, um ein Stück seines Jazzlebens mit den Trio-Kollegen John Leftwich und Michael Carvin einzufangen. „Ich habe meinen Kurzfilm Three Days Before kreiert, um das musikalische Konzept des Albums [...] zu erweitern und auszuarbeiten“, sagte Cochran. „Es ist ein Film mit einem Konzept, das konstruiert wurde, um die Geschichte visuell zu kommunizieren, anstatt sie einfach nur zu erzählen. Die Story entfaltet sich mit Musik und Sounddesign in Verbindung mit Mixed-Media-Elementen. Die einzigen Stimmen und gesprochenen Worte, die man hören kann, sind die der drei Bandmitglieder am Rand des Stücks in lebhaften Gesprächen – gehört, aber nicht gesehen – in der zusammengesetzten Umgebung des symbolischen Zugs ankommend und TC3 auf dem Weg zu einem Auftrittsort. Die Darstellung der Migration, ein zentraler Aspekt der amerikanischen Geschichte und untrennbar mit der Entwicklung des Jazz verbunden, wird hier gezeigt, was unterschwellig die erste einer Reihe von doppelten Allegorien begründet, die im gesamten Film vorkommen.“

## Titelliste
- Todd Cochran TC3: Then and Again, Here and Now (Sunnyside Records)

1. Softly, as in a Morning Sunrise (Sigmund Romberg, Oscar Hammerstein II) 4:33
2. A Foggy Day in London (George Gershwin, Ira Gershwin) 6:15
3. I Got Rhythm (Gershwin/Gershwin) 4:12
4. Verselet for the Duke 1:27
5. The Duke (Dave Brubeck) 4:35
6. Don’t Get Around Much Anymore (Duke Ellington) 5:13
7. Heretofore (Interstitial 1) 1:22
8. Fantaisie – Johann Sebastian Bach Prelude XX WTC Book II 3:53
9. April in Paris (Vernon Duke) 4:19
10. Between Spaces (Interstitial 2) 1:31
11. Invitation 4:14
12. You Must Believe in Spring (Michel Legrand, Jacques Demy) 4:47
13. Bemsha Swing (Thelonious Monk) 4:38
14. Little B’s Poem (Bobby Hutcherson) 4:51
15. Then and Again, Here & Now 1:47

Wenn nicht anders vermerkt, stammen die Kompositionen von Todd Cochran.

## Rezeption
Nach Ansicht von Dave Sumner (Bandcamp Daily) war es ein kurvenreicher Weg, der Todd Cochran zu dieser Straight-ahead-Jazz-Session geführt habe. Als Mitarbeiter mit den Legenden des Jazz in den aufstrebenden Phasen der Avantgarde, der freien Improvisation und des Soul-Jazz habe der Pianist dazu beigetragen, den Jazz zu Zielen weit über seine Bop-Ursprünge hinauszuführen. Für seine Rückkehr als Leiter einer Session unter eigenem Namen bevorzuge Cochran Musik, die traditionellen Jazz und Blues als Wurzeln habe. Mit dem Bassisten John Leftwich und dem Schlagzeuger Michael Carvin verleihe der Pianist Jazzstandards eine neue Stimme und fange die Zeit seit ihrem Anbeginn ein.

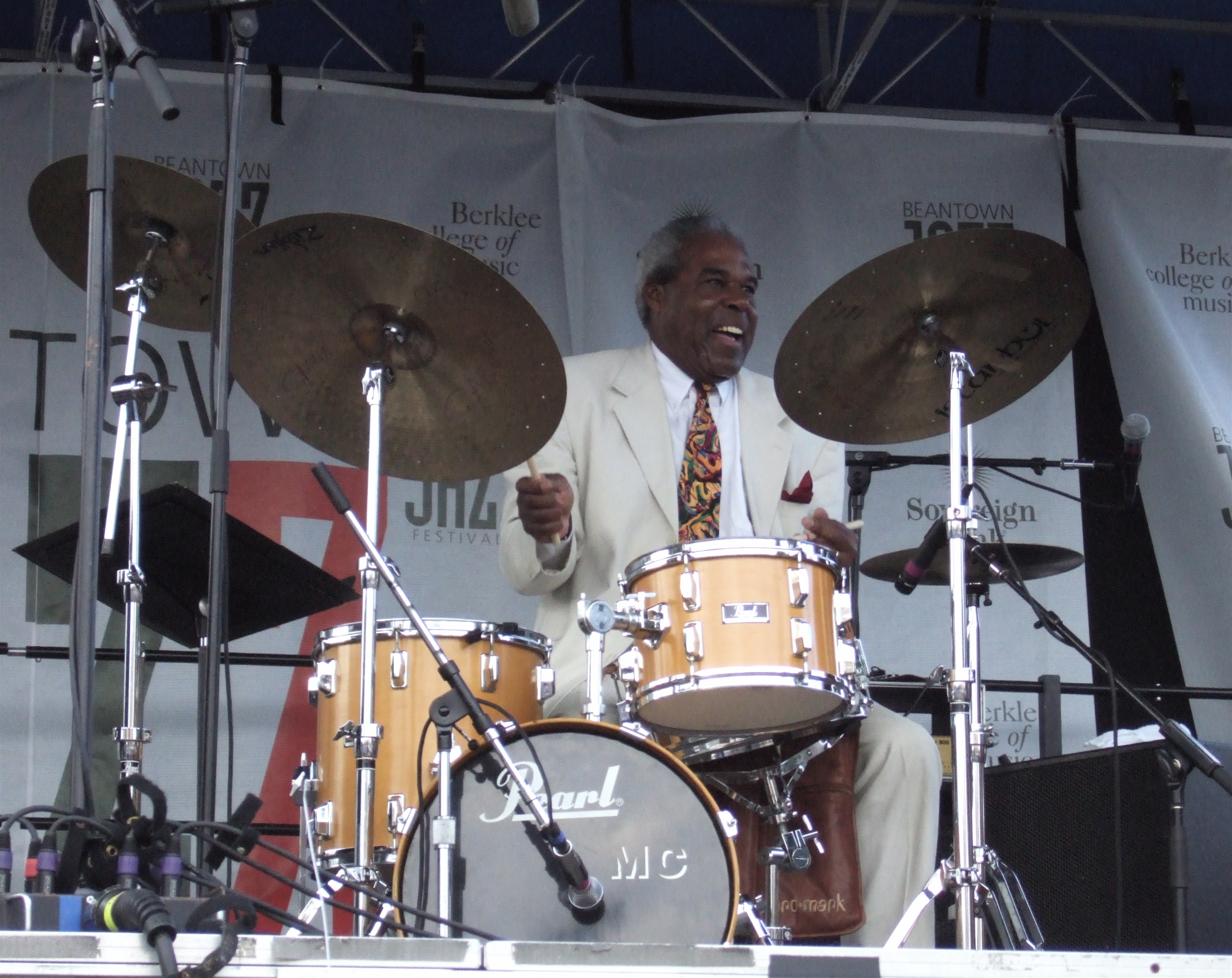
Michael Carvin (2005)

George W. Harris schrieb in Jazz Weekly, das TC3 (wie Cochran sein Trio nennt) sei eine intuitive Einheit, die swingenden Post-Bop mit fröhlichen Feinheiten verbinde. Auf diesem knisternden Trioalbum würden die Musiker auf ungewöhnliche Weise ein Programm von Standards darbieten.
Jim Hynes (Glide) meinte, Then Again, Here and Now könnte unterschiedlicher als seine vorangegangene Arbeit (vor allem im Fusionbereich) nicht sein, denn er gehe komplett akustisch vor und reduziere sich auf eine Trio-Besetzung mit den langjährigen Mitarbeitern, Bassist John Leftwich und Schlagzeuger Michael Carvin, die bis auf wenige kurze Eigenkompositionen vertraute Standards liefere. Cochran behaupte zwar, so der Autor, seinen Stil immer auf der Blues-Ästhetik basiert zu haben, die mit dem Erbe des Jazz verbunden ist, jedoch was er hier hauptsächlich liefere, wenn auch mit zeitgenössischen Schnörkeln, sei mehr als nur ein wenig Neuinterpretation. Die Musik von TC3 sei inspirierend, belebend und werde mit einer schönen Balance zwischen traditionellen Formen und freien improvisatorischen Schnörkeln gespielt. Das Spektrum der Emotionen reiche von besinnlich bis fröhlich, aber nie düster. Cochran habe jedes Stück sorgfältig ausgewählt, da jedes für ihn einen lebendigen Eindruck darstelle, aber die positive Grundhaltung schwinge universell mit.